# アーンドラ・プラデーシュ州
座標: 北緯16度31分 東経80度31分 / 北緯16.52度 東経80.52度
アーンドラ・プラデーシュ州（アーンドラ・プラデーシュしゅう、テルグ語: ఆంధ్ర ప్రదేశ్、ウルドゥー語: آندھرا پردیش）は、南インドに位置するインドの州の一つ。
2014年6月に、従来の州都であったハイデラバードを含むテランガーナ地域が分割され、テランガーナ州が新設された。移行措置として、テランガーナ州の州都となったハイデラバードに2024年までは引き続きアーンドラ・プラデーシュ州庁舎を据え置き、以降は州内のアマラーヴァティーへ州都を移転することが予定されている。

## 歴史
アーンドラ・プラデーシュ州の歴史は古く、紀元前2000年頃のヒンドゥー教神話であるマイトレーヤ・ブラーフマナ（Metteyya Brahmana）やプラーナス、および『ラーマーヤナ』、『マハーバーラタ』などのインド叙事詩の中に、その名を見出すことができる。
1000年、カーカティーヤ朝が成立。1336年にヴィジャヤナガル王国が、1347年にバフマニー朝がそれぞれ独立した。
1518年、デカン・スルターン朝のひとつゴールコンダ王国が独立。1724年、ニザーム王国が独立。
1948年9月13日のポロ作戦でインドに併合された。
2014年、アーンドラ・プラデーシュ再編成法がインドの国会によって承認され、新たにテランガーナ州が発足した。

## 地理
アーンドラ・プラデーシュ州は、ゴーダーヴァリ川・クリシュナ川という二つの大河川が州内を流れている。

## 気候
乾期は温度が上昇し、貧困層を中心に多くの熱中症による死者が発生する。2015年5月には、過去20年来最悪の熱波に襲われ、テランガーナ州と合わせて1,800人以上の死者を出している。

## 隣接州
- タミル・ナードゥ州
- カルナータカ州
- テランガーナ州
- オリッサ州
- ポンディシェリ連邦直轄領 ヤーナム県（英語版）

## 地方行政区分
アーンドラ・プラデーシュ州は、13の県（ジッラール జిల్లాలు）に区分されている。

### ラーヤラシーマ
1. カルヌール県（英語版） (కర్నూలు ; Kurnool)
2. アナンタプル県 (అనంతపురం ; Anantapur)
3. カダパ県 (కడప ; Cuddapah / YSR district)
4. チットゥール県 (చిత్తూరు ; Chittoor)

### 沿岸アーンドラ
1. トゥールプ・ゴーダーヴァリ県（英語版） (తూర్పు గోదావరి ; East Godavari)
2. グントゥール県 (గుంటూరు ; Guntur)
3. クリシュナ県（英語版） (కృష్ణ ; Krishna)
4. ネッルール県（英語版） (శ్రీ పొట్టి శ్రీరాములు నెల్లూరు జిల్లా ; Sri Potti Sri Ramulu Nellore)
5. プラカーシャム県（英語版） (ప్రకాశం ; Prakasam)
6. シュリーカークラム県（英語版） (శ్రీకాకుళం ; Srikakulam)
7. ヴィシャーカパトナム県（英語版） (విశాఖపట్నం ; Visakhapatnam)
8. ヴィジャヤナガラム県（英語版） (విజయనగరం ; Vizianagaram)
9. パシュチマ・ゴーダーヴァリ県（英語版） (పశ్చిమ గోదావరి ; West Godavari)

### 主要都市

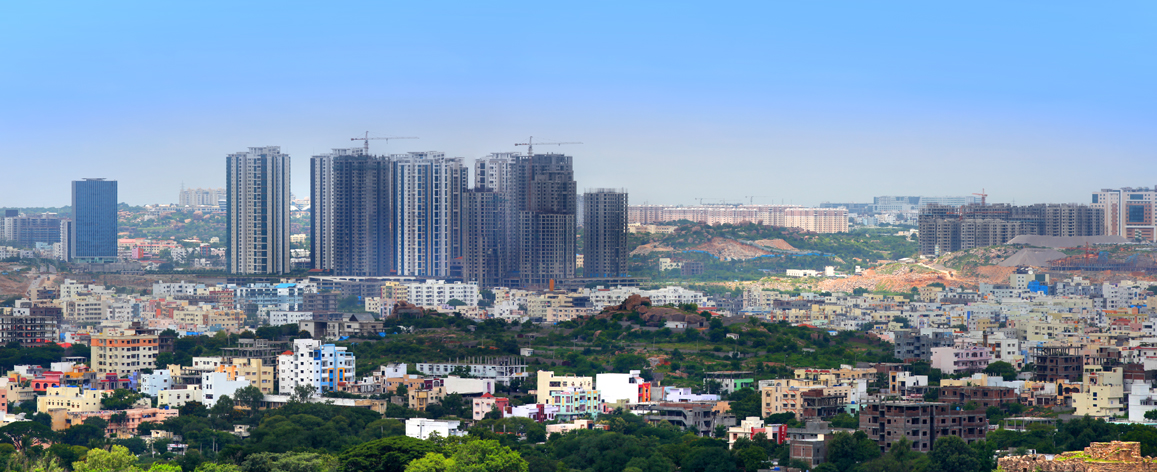
州都ハイデラバード

- ハイデラバード
- ヴィシャーカパトナム （最大の都市）
- アマラーヴァティー （将来の州都）
- ヴィジャヤワーダ
- グントゥール

## 政治
アーンドラ・プラデーシュ州の州議会では、二院制が採用されている。上院は58議席（任期6年）で、下院は175議席（任期5年）である。州内閣は下院に対して連帯責任を負い、下院の信任を得て州政府を形成する。
1956年の州成立以来、一貫してインド国民会議が下院の過半数の議席を占めており、州首相も独占してきていた。しかし、1983年の州議会選挙でテルグ・デサム党（TDP）が過半数の議席を獲得し、党首であるN・T・ラーマ・ラオがはじめて非国民会議派の州首相に就任した。それ以後、国民会議派とTDPが交互で州政権を担うこととなった（1983年から1989年までTDP政権、1989年から1994年まで国民会議派政権、1994年から2004年までTDP政権）。2004年の州議会選挙では10年ぶりに国民会議派が政権を奪還し、Y・S・ラジャセカラ・レッディが州首相に就いた。強力なリーダーシップのもと、2009年の州議会選挙でも勝利し2期目の政権を樹立したが、同年のヘリコプター墜落事故により急死した。国民会議派の州支部内では内紛が起き、息子のY・S・ジャガン・モハン・レッディを中心とするグループは国民会議派から離脱して、YSR会議派を結成した。
2014年の州議会選挙では、TDPが政権を奪還してナラ・チャンドラバブ・ナイドゥが州首相に就いた。2019年の州議会選挙では、YSR会議派がはじめて州議会の過半数を獲得して、Y・S・ジャガン・モハン・レッディが州首相に就いた。2024年の州議会選挙で再度、TDPが政権を奪還し、ナラ・チャンドラバブ・ナイドゥが州首相に返り咲いた。

### 州議会

州議会の政党別議席数

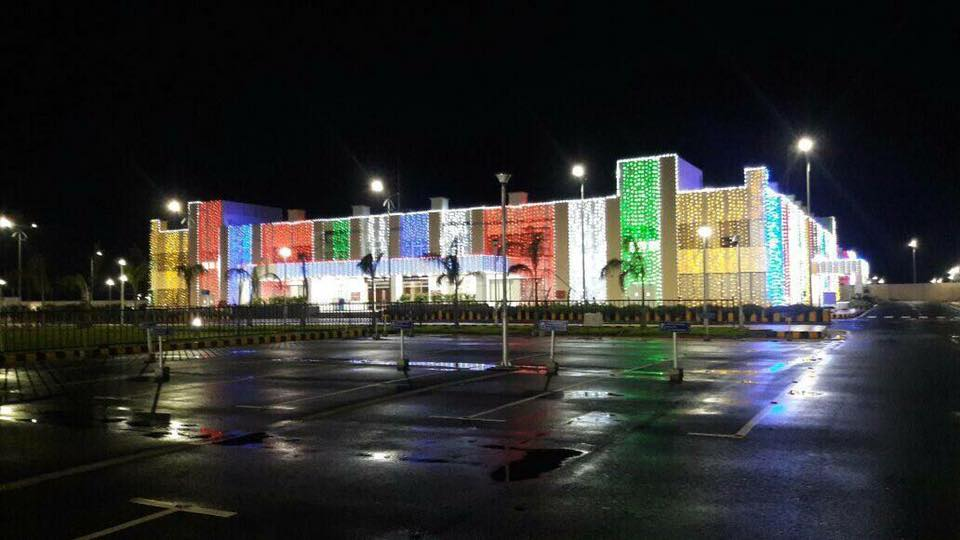
アマラーヴァティーにある州議会議事堂

2024年5月13日に行われた州議会下院の選挙結果は以下の通りとなる。
- テルグ・デサム党（TDP） - 135議席
- ジャナ・セナ党（英語版）（JSP） - 21議席
- YSR会議派（英語版）（YSRCP） - 11議席
- インド人民党（BJP） - 8議席

### 州首相
| 氏名                                       | 在任期間                       | 党派 | 党派             |
| ------------------------------------------ | ------------------------------ | ---- | ---------------- |
| ニーラム・サンジーヴァ・レッディ           | 1956年11月1日 - 1960年1月11日  |      | インド国民会議   |
| ダモダラム・サンジヴァーヤ                 | 1960年1月11日 - 1962年3月12日  |      | インド国民会議   |
| ニーラム・サンジーヴァ・レッディ           | 1962年3月12日 - 1964年2月21日  |      | インド国民会議   |
| コシュ・ブラフマーナンダ・レッディ         | 1964年2月21日 - 1971年9月30日  |      | インド国民会議   |
| ナラシンハ・ラーオ                         | 1971年9月30日 - 1973年1月10日  |      | インド国民会議   |
| ジャラガム・ベンガラ・ラオ                 | 1973年12月10日 - 1978年3月6日  |      | インド国民会議   |
| マリ・チェナ・レディ                       | 1978年3月6日 - 1980年10月11日  |      | インド国民会議   |
| タングトゥーリ・アンジャイア               | 1980年10月11日 - 1982年2月24日 |      | インド国民会議   |
| Bhavanam Venkatarami Reddy                 | 1982年2月24日 - 1982年9月20日  |      | インド国民会議   |
| コトラ・ヴィジャヤ・バーシュカラ・レッディ | 1982年9月20日 - 1983年1月9日   |      | インド国民会議   |
| N・T・ラーマ・ラオ                         | 1983年1月9日 - 1984年8月16日   |      | テルグ・デサム党 |
| N・バーシュカラ・ラオ                      | 1984年8月16日 - 1984年9月16日  |      | テルグ・デサム党 |
| N・T・ラーマ・ラオ                         | 1984年9月16日 - 1989年12月3日  |      | テルグ・デサム党 |
| マリ・チェナ・レディ                       | 1989年12月3日 - 1990年12月17日 |      | インド国民会議   |
| N. Janardhana Reddy                        | 1990年12月17日 - 1992年10月9日 |      | インド国民会議   |
| コトラ・ヴィジャヤ・バーシュカラ・レッディ | 1992年10月9日 - 1994年12月12日 |      | インド国民会議   |
| N・T・ラーマ・ラオ                         | 1994年12月12日 - 1995年9月1日  |      | テルグ・デサム党 |
| ナラ・チャンドラバブ・ナイドゥ             | 1995年9月1日 - 2004年5月14日   |      | テルグ・デサム党 |
| Y・S・ラジャセカラ・レッディ               | 2004年5月14日 - 2009年9月2日   |      | インド国民会議   |
| コニジェティ･ロサイア                      | 2009年9月3日 - 2010年11月25日  |      | インド国民会議   |
| キラン・クマール・レッディ                 | 2010年11月25日 - 2014年3月1日  |      | インド国民会議   |
| ナラ・チャンドラバブ・ナイドゥ             | 2014年6月8日 - 2019年5月30日   |      | テルグ・デサム党 |
| Y・S・ジャガン・モハン・レッディ           | 2019年5月30日 - 2024年6月12日  |      | YSR会議派        |
| ナラ・チャンドラバブ・ナイドゥ             | 2024年6月12日 - (現職)         |      | テルグ・デサム党 |

## 経済

### 農業
アーンドラ・プラデーシュ州は、農業が盛んな地域である。米、煙草、綿花、唐辛子、サトウキビが主に栽培されている。最近では植物油生産用にヒマワリやピーナッツが好まれる。しかしながら、灌漑設備をもたない零細農家、小作農家人口も多いため、州をまたいだ灌漑計画が多数ある。

### 生物工学・製薬
近年では、生物工学産業の育成に力を入れている。また、製薬の中心地でもあり、インド10大企業の半数がこの州にある。

### IT産業
近年では、情報技術産業の育成にも力を入れている。このためソフトウェアの販売総額は、2004年度が37%、2005年度が62%の成長率で、2006年度にはインドのIT輸出総額の14%、年間45億ドルに達した。州都のハイデラバードはインド内第五の規模の都市である。インドにおける情報技術産業の成長、いわゆる「ブルーチップ革命 Blue Chip Revolution」の波に乗り、ハイデラバードでも情報技術産業が育成され、市内に展開する関連企業の数はインド全土で一、二を争うほどになり、「サイデラーバードゥ」(Cyber + Hyderabad) と呼ばれることもある。この他、ヴィシャーカパトナムやヴィジャヤワーダにおいても情報技術産業の育成が図られている。

### 鉱業
鉱物資源はインド第2を誇り、石灰岩は300億トンを産出する。
インド・ウラン公社によって2011年にTummalapalle鉱山（カダパ）が開発された。

### 石油・エネルギー産業
クリシュナ・ゴーダーヴァリ堆積盆には膨大な天然ガスと石油があり、沖合で開発中である。石炭も豊富にある。水力発電はインド第一位で、全体の11%を賄う。